# Ngũ Hiệp, Đồng Tháp
Ngũ Hiệp là một xã thuộc tỉnh Đồng Tháp, Việt Nam. Địa bàn xã nằm ở bờ bắc và ba cù lao trên sông Tiền.

## Địa lý
Xã Ngũ Hiệp có vị trí địa lý:
- Phía đông giáp xã Vĩnh Kim.
- Phía tây giáp xã Hiệp Đức.
- Phía nam giáp tỉnh Vĩnh Long, ranh giới là sông Mỹ Tho.
- Phía bắc giáp xã Long Tiên.

Xã Ngũ Hiệp gồm hai phần chính, phần phía bắc là xã Tam Bình cũ bên bờ bắc sông Tiền, phần phía nam là cù lao Ngũ Hiệp hay còn gọi là cồn Ngũ Hiệp và một cù lao nhỏ là Cồn Tròn, thuộc xã Ngũ Hiệp cũ, cùng với cù lao Long Đức thuộc xã Tam Bình cũ.
Khác với nhóm đất phèn phổ biến ở các xã phía bắc của Đồng Tháp, đất đai Ngũ Hiệp là đất phù sa ven sông rất màu mỡ. Ở bờ bắc, các sông, kênh, rạch chảy qua địa bàn xã gồm: sông Bình Ninh, sông Cầu Gió, rạch Cồn Cát, rạch Mù U, rạch Mương Lộ, với 4 vàm chảy vào sông Năm Thôn là vàm Cái Sơn, Mù U, Hai Tân, Cây Cồng. Trên cù lao Ngũ Hiệp có các con rạch lớn như rạch Bà Kẽm, rạch Ông Dú.
Cù lao Ngũ Hiệp có hình thoi dài theo hướng tây-đông, tây bắc là cồn Tròn, đông bắc là cù lao Long Đức Do nằm giữa sông Tiền đoạn sông phía bắc các cù lao hẹp hơn nên được gọi là sông Năm Thôn.

## Hành chính
Xã Ngũ Hiệp có diện tích 48,62 km², dân số năm 2013 là hơn 32.000 người.
Xã mới sáp nhập bao gồm 8 ấp trong xã Ngũ Hiệp cũ, gồm: Hòa An, Hòa Hảo, Hòa Thinh, Long Quới, Tân Đông, Tân Hòa, Tân Sơn, Thủy Tây. và 11 ấp thuộc xã Tam Bình cũ, gồm: Bình Chánh Đông, Bình Chánh Tây, Bình Đức, Bình Hòa A, Bình Hòa B, Bình Ninh, Bình Thanh, Bình Thạnh, Bình Thuận, Đông Hòa, Tây Hòa.

## Lịch sử
Ban đầu, cù lao Ngũ Hiệp được gọi là cù lao Năm Thôn do có 5 thôn là An Thủy Đông, An Thủy Tây, Long Phú, Hòa An, Tân Sơn. Ngoài ra còn mang tên cù lao Trà Tân, cũng có sách ghi là cù lao Kiến Lợi, là tên một tổng bao trùm gần hết diện tích phía nam huyện Cai Lậy ngày nay. Một tên khác là cù lao Trà Luật.
Năm 1864 trên cù lao chỉ còn 6 hộ gia đình. Sau đó, có một sĩ quan người Pháp tên là Taillefer đã đến chiếm 300 ha đất trên cù lao, tuyên bố lập thành vương quốc. Vị sĩ quan này đã cho xây một nhà máy xay xát, mang các cây giống mía đường, dâu tây, vani lên cù lao để trồng. Năm 1871, Taillefer sạt nghiệp nên đã bán đất cù lao lại cho đốc phủ Trần Bá Lộc. Con trai ông là Trần Bá Thọ sạt nghiệp, tự tử vào năm 1909 nên cù lao được bán cho Đốc phủ Mầu.
Cho đến năm 1970, cù lao trồng đủ loại cây khác nhau. Năm 1970, ông Hai Tôn mang sầu riêng từ Tam Bình lên cù lao trồng, là khởi đầu lan dần cây sầu riêng ra khắp cù lao trở thành cây trồng chủ yếu như hiện nay. Trong khoảng thời gian 1970 đến 1985 vẫn chưa định hình cây trồng chủ yếu, Thường vụ huyện ủy Cai Lậy là Tám Hưng chọn lựa chính sách trồng hồ tiêu cho cù lao Ngũ Hiệp nhưng cuối cùng không hiệu quả.
Ngày 10 tháng 7 năm 2020, HĐND tỉnh Tiền Giang ban hành Nghị quyết số 11/NQ-HĐND về việc sáp nhập ấp Tân Hòa vào ấp Hòa An.
Ngày 16 tháng 6 năm 2025, Ủy ban Thường vụ Quốc hội ban hành Nghị quyết số 1663/NQ-UBTVQH15 về việc sắp xếp các đơn vị hành chính cấp xã của tỉnh Đồng Tháp năm 2025. Theo đó, sắp xếp toàn bộ diện tích tự nhiên, quy mô dân số của xã Tam Bình và Ngũ Hiệp thành xã mới có tên gọi là xã Ngũ Hiệp.
Sau khi sáp nhập, xã Ngũ Hiệp có 47,94 km² diện tích tự nhiên và dân số 40.635 người.

### Di tích
Đình Hòa An tại ấp Hòa An, có từ thế kỷ 19 là di tích lịch sử - văn hóa cấp tỉnh.

## Kinh tế – Xã hội

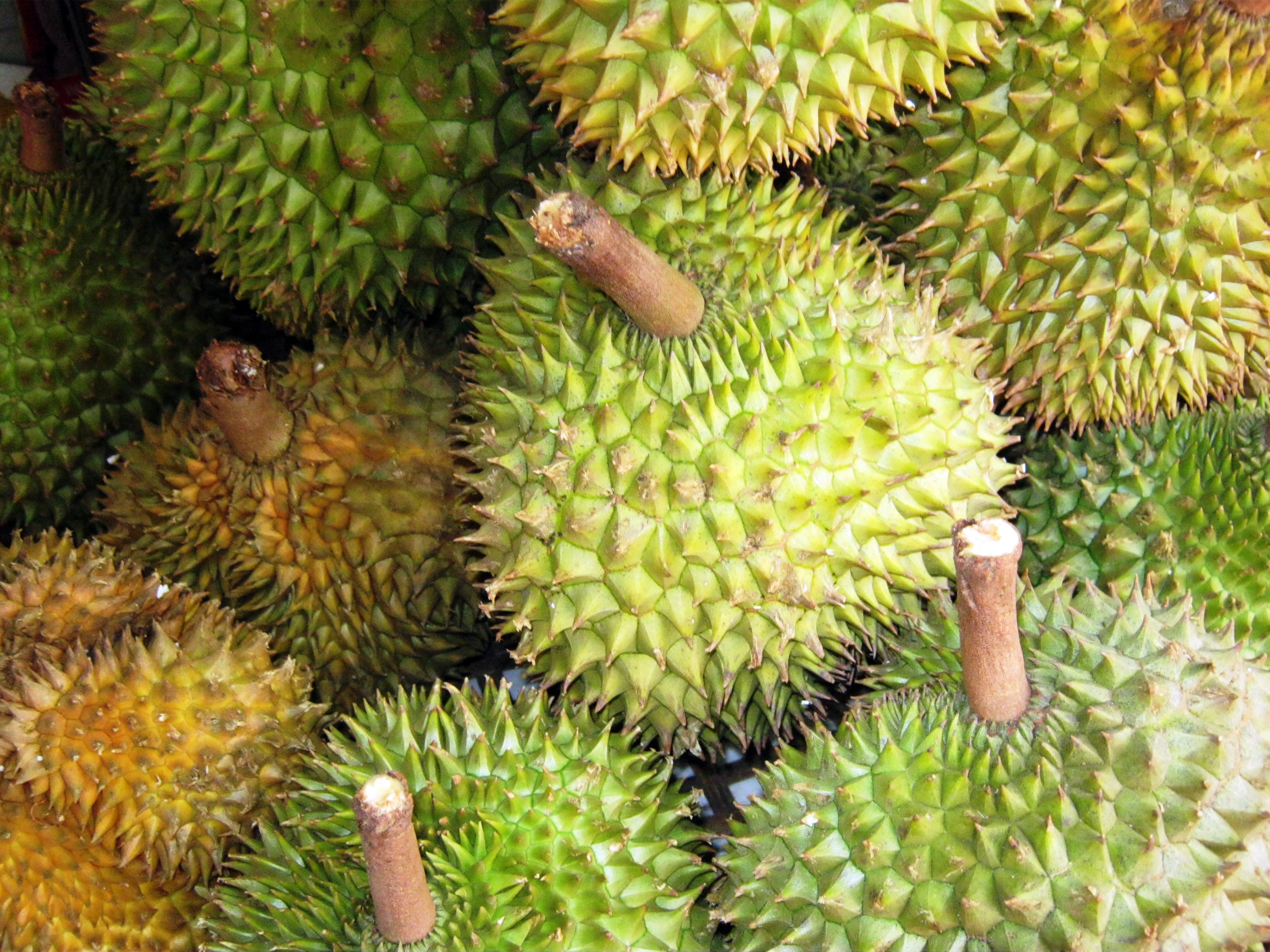
Sầu riêng.

### Giao thông đường bộ
Các tuyến đường chính chạy qua địa bàn xã là tỉnh lộ 868 ở phía tây, đường chạy theo hướng bắc - nam, con đường này là ranh giới với xã Long Trung (cũ); tỉnh lộ 864 chạy theo hướng tây - đông chạy song song dọc bờ sông Năm Thôn (nhánh của sông Tiền). Ở phần bờ bắc sông Tiền của xã, 100% tuyến đường chính đã được nhựa hóa, 95% tuyến đường liên ấp, liên xóm được bê tông hóa.
Trên cù lao các kênh rạch nhỏ khá chằng chịt, có đường giao thông chính hoàn toàn là lộ nhựa đánh một vòng quanh cù lao (hương lộ 70) và một trục lộ nhựa (tỉnh lộ 868 B) cắt ngang giữa cù lao theo hướng bắc-nam, từ chân cầu Ngũ Hiệp đến phà Thới Lộc, chiều dài khoảng 2 km. Các đường khác trên cù lao đều được nâng cấp thành đường đan. Trước năm 2020 cù lao vẫn còn bị cô lập, việc đi lại chủ yếu bằng phà Ngũ Hiệp, nằm ngay cạnh chợ xã Ngũ Hiệp, chợ lớn nhất cù lao nằm ở phía bắc. Phà Ngũ Hiệp là phà quan trọng, hằng năm có lưu lượng 5,5 triệu lượt người và 2,3 triệu lượt phương tiện qua lại, cùng lưu lượng 460.000 tấn hàng hóa. Ngoài ra còn nhiều bến phà khác như phà Ngũ Hiệp-Tam Bình, phà Long Quới, về hướng nam là phà Cây Dương, phà Thới Lộc, cù lao Ngũ Hiệp nối với cù lao Tân Phong bằng phà Tân Phong-Ngũ Hiệp. Đến năm 2020 thì cầu Ngũ Hiệp dài 285 m xây xong, nối liền tỉnh lộ 868 trên bờ với đoạn lộ 868B trên cù lao, chấm dứt tình trạng cô lập của cù lao.

### Trung tâm mua bán
Chợ Tam Bình nằm ngay bờ đông của vàm Mù U, nơi rạch Mù U đổ vào sông Năm Thôn. Về phía đông hơn 2 km theo tỉnh lộ 864 là chợ Hai Tân. Hai khu mua bán khác là khu vực Ngã tư Hưng Long và chợ Cây Bã Đậu. Trên cù lao Ngũ Hiệp có nhiều chợ, trong đó chợ lớn nhất là chợ Ngũ Hiệp nằm ở phía bắc cù lao.

### Kinh tế trên cù lao Ngũ Hiệp
Cù lao Ngũ Hiệp là vùng chuyên canh sầu riêng ngoài ra còn có chôm chôm, bưởi, chuối, mít,... Cũng như các xã khác của huyện Cai Lậy, cây sầu riêng chủ yếu thuộc giống Monthong, Ri 6, Chín Hóa,...là giống sầu riêng cho năng suất cao. Đây là cây trồng có giá trị kinh tế cao, cả cù lao có 1.530 ha sầu riêng, với năng suất gần 49.000 tấn/năm. Cù lao Ngũ Hiệp vì vậy được mệnh danh là "vương quốc sầu riêng". Ngoài mùa sầu riêng chính ra, nông dân còn xử lý được mùa nghịch, diễn ra vào khoảng tháng 7 và tháng 8 âm lịch, vườn sầu riêng được đậy mủ nilon và xiết nước cho cạn để sầu riêng có thể ra hoa. Sầu riêng mùa nghịch có giá trị cao hơn. Tỉnh Tiền Giang cũng đã đăng ký thương hiệu sản phẩm "Sầu riêng Ngũ Hiệp". Ngoài ra dọc theo bờ sông là nhiều cơ sở chăn nuôi bè cá.
Vấn đề nghiêm trọng mà cù lao Ngũ Hiệp phải thường xuyên đối mặt tương tự như cù lao Tân Phong lân cận là tình trạng sạt lở và tình trạng nhiễm mặn chung của vùng. Có thời điểm sụt lún gây vỡ cả đê, hư hỏng đường, nước sông ngập các vườn canh tác. Tình trạng nước mặn xâm nhập được xem nghiêm trọng nhất trước nay là vào năm 2020, với mức đo lên đến 3,8/1000 điều này đe dọa các cây trồng là kinh tế chủ lực của cù lao. Trong hơn 1500 ha sầu riêng thì 400 ha đã chết, 140 ha thì thiệt hại 30 đến 70%. Các nhà vườn phải thuê xà lan chở nước ngọt lấy từ sông Tiền những đoạn hướng bên trong nội địa ra cứu các khu vườn trồng sầu riêng một cách khẩn cấp.

### Kinh tế phần đất Tam Bình (cũ)
Kinh tế địa phương chủ yếu là canh tác nông nghiệp, trồng chuyên canh cây ăn trái, với sầu riêng là cây trồng giá trị cao. Sầu riêng tiêu thụ chủ yếu đến thị trường Trung Quốc, cũng như các xã khác trong tỉnh, sầu riêng được xuất khẩu tươi, chiếm 90% sản lượng sầu riêng. Tam Bình có diện tích 1.450 ha sầu riêng các loại, diện tích trồng sầu riêng lớn nhất huyện Cai Lậy, huyện "thủ phủ sầu riêng" của miền Tây Nam Bộ. Trong đó trồng phổ biến nhất là hai giống RI 6 và Mõm Thong. Năng suất bình quân 20 tấn/ha. Năm 2014, sản lượng trái cây các loại là 50.000 tấn. Mức thu nhập của người dân rất cao, trung bình 1 tỷ đồng/ha sầu riêng. Tổng doanh thu xã không dưới 1.400 tỷ đồng mỗi năm.
Tuy nhiên, thiên tai kép gồm đợt hạn hán và nước nhiễm mặn nghiêm trọng nhất chưa từng có vào năm 2020, hơn 70 % diện tích canh tác sầu riêng bị chết, số còn lại cũng đang chết dần. Theo Viện Nghiên cứu Cây ăn quả miền Nam, cây sầu riêng được xếp vào nhóm cây trồng mẫn cảm với mặn, và khả năng chịu hạn kém. Do đó, cây sầu riêng rất dễ bị tổn thương.
Bên cạnh thiên tai kép, Đại dịch COVID-19 góp phần khiến hàng hóa không thể xuất khẩu sang Trung Quốc như thường niên, dẫn đến thiệt hại khác cho các nhà vườn còn sầu riêng để bán, hàng hóa phải bán trong nước với giá thấp. Hầu hết trong hơn 20 doanh nghiệp thu mua sầu riêng trong xã đóng cửa vì thiếu hàng.
Xã cũng có diện tích khoảng 100 ha sa pô chê vào năm 2020.